# Хојнов
Хојнов (пољ. Chojnów) је град и општина у Пољској. Налази се у Доње Шлеском војводству, у легњицком повјату.
Поред града протиче река Скора. Од 1975. до 1998. град је административно припадао Легњицком војводству.
По подацима од 30. јуна 2004. у граду јеживело 14.510 становника.
Град се налази на 170 m надморске висине.
Први историјски извори о Хојнову потичу из 1272. (помиње се насеље Haynow). Године 1288. назива се Civitas. Ипак статус града добија тек 1333.

## Географија
По подацима из 2002. површина града је била 5,32 km², а од тога:
- пољопривредно земљиште: 41%
- шумско земљиште: 0%

Град чини 0,71% површине повјата.

## Демографија
| 2012.  |
| ------ |
| 14.210 |

Подаци од 30. јуна 2004:
| Опис                        | Укупно  | Укупно  | Жене  | Жене  | Мушкарци | Мушкарци |
| --------------------------- | ------- | ------- | ----- | ----- | -------- | -------- |
| -                           | особа   | %       | особа | %     | особа    | %        |
| становништво                | 14.510  | 100     | 7.565 | 52,1  | 6.945    | 47,9     |
| густина насељености (ст./km²) | 2.727,4 | 2.727,4 | 1.422 | 1.422 | 1.305,5  | 1.305,5  |

По подацима из 2002. просечни доходак по глави становника био је 1.307,58 злота.

## Спорт
У фудбалу Хојнов представља Спортски клуб Хојновјанка Хојнов.
Најбитнији спортски објекат у граду је градски стадион. У граду се налазе и два мања спортска терена.

## Историја
Насеље је настало пре 1288. и носило је име Haynow, статус града добија 1333. Од тада је град почео да се развија. Настала је школа при цркви. Град су насељаваљи углавном ткачи, пекари и месари. У близини града налазили су се млинови и каменолом.
Највећи развој град је достигао XVI веку, али крајем века град је почео економски да опада услед великог пожара и епидемије (1613).
Од 1618. до 1648. водио се Тридесетогодишњи рат, а после следеће епидемије град је скоро сасвим опустео. После 3 рата 1740. град је опет ушао у састав Пруске. Средином XIX века отворена је железничка пруга која је спајала Болеславјец и Легњицу, што је поввољно утицало на развој економије Хојнова, развила се метална индустрија, индустрија хартије и коже. Такође у граду је основана штампарија. Тада је Хојнов почео убрзано да се развија, настала је канализација, градске новине и уведен је гас. Број становника се удвостручио, а отворена је болница (затворена 2000). Развој града је успорен због два светска рата када је уништено 30% града.

## Привреда
Најразвијеније гране индустрије у Хојнову су: машинска, прехрамбена, текстилна и индустрија хартије.
Највеће фирме у граду су:
- Агромет-Долзамет (пољ. Agromet-Dolzamet) — произвођач ланаца
- Картол (пољ. Kartol) — продуцент омота

мање фирме:
- Магротекс (пољ. Magrotex) — пољопривредне машине
- Млекосмак (пољ. Mlekosmak) — млекара
- Тартак (пољ. Tartak) — прерада дрвета
- Дани — дечја одећа
- Хосмет (пољ. Hosmet) — произвођач болничке опрем

## Галерија
- Ратуш
- Капела на гробљу.
- Пјастовски замак, сада музеј
- Топ испред замка
- Велика црква, пре Другог светског рата евангелистича, сада католичка
- Железничка станица
- Димњаци фабрике папира, највеће здање у Хојнову
- Ватрогасна станица

## Међународна сарадња
- Егелсбах
- Комантри (јун 2006)